# Johan Reichel
Johan Reichel, född 6 februari 1677 i Stockholm, död okänt år, var en svensk dekorationsmålare.
Han var son till destillatören Johan Reichel och Margareta Storm. Han utförde tillsammans med Johan Sylvius dekorationsmålningar på Drottningholms slott 1694. Alla spår efter honom försvinner 1711. 